# کورت شرودر

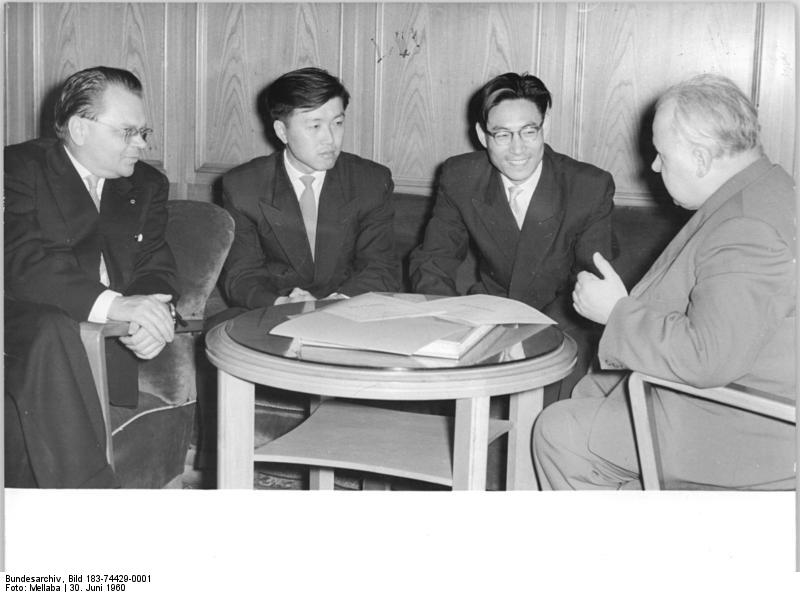
کورت شرودر، نفر اول از سمت چپ

کورت اریش شرودر (به آلمانی: Kurt Erich Schröder) (زاده ۳۱ ژوئیه ۱۹۰۹-درگذشته ۷ ژوئیه ۱۹۷۸ در برلین) ریاضیدان اهل آلمان بود. 

## زندگی‌نامه
او که نخست شیفته زیست شناسی بود، در دانشگاه برلین آموختن ریاضیات را آغاز کرد. در اینجا استادانی همچون ایسای شور، جان فون نویمان، اروین شرودینگر و لودویگ بیبرباخ داشت. وی در سال ۱۹۳۳ با سرپرستی ارهارد اشمیت و بیبرباخ درجه دکتری ریاضیات را با رساله‌ای با نام «قضیه‌هایی در نظریه گروههای پیوسته از تبدیل‌های خطی» به دست آورد. پس از آن در دانشگاه برلین به عنوان دستیار به کار سرگرم شد. در سال ۱۹۳۷ به حزب نازی پیوست و در ۱۹۳۹ درجه شایستگی را به دست آورد. او در سال ۱۹۷۴ بازنشسته شد. 
پس از جنگ جهانی دوم، در سال ۱۹۴۶ به درجه استادی در دانشگاه برلین رسید و از سال ۱۹۴۷ کرسی استادی ریاضیات کاربردی را به دست آورد. 
زمینه پژوهشی شرودر بیشتر درباره کاربردهای آنالیز ریاضی در فیزیک، برای نمونه در آیرودینامیک، بود. وی همچنین در زمینه نظریه کشسانی نیز به پژوهش پرداخت. 